# Вулиця Михайла Коцюбинського (Тернопіль)
Вулиця Михайла Коцюбинського — одна з вулиць в м. Тернопіль. Названа на честь українського письменника Михайла Коцюбинського. Вулиця є доволі популярною з своє архітектурною особливістю і родзинкою файного міста.

## Відомості
Розпочинається від проспекту Степана Бандери, пролягає в напрямку до вулиці Миколи Леонтовича, де і закінчується.
Вулиця Михайла Коцюбинського простяглася вздовж Старого Парку та міського стадіону.